# Ranunculus rionii
Ranunculus rionii là một loài thực vật có hoa trong họ Mao lương. Loài này được Lagger miêu tả khoa học đầu tiên năm 1848.

## Hình ảnh

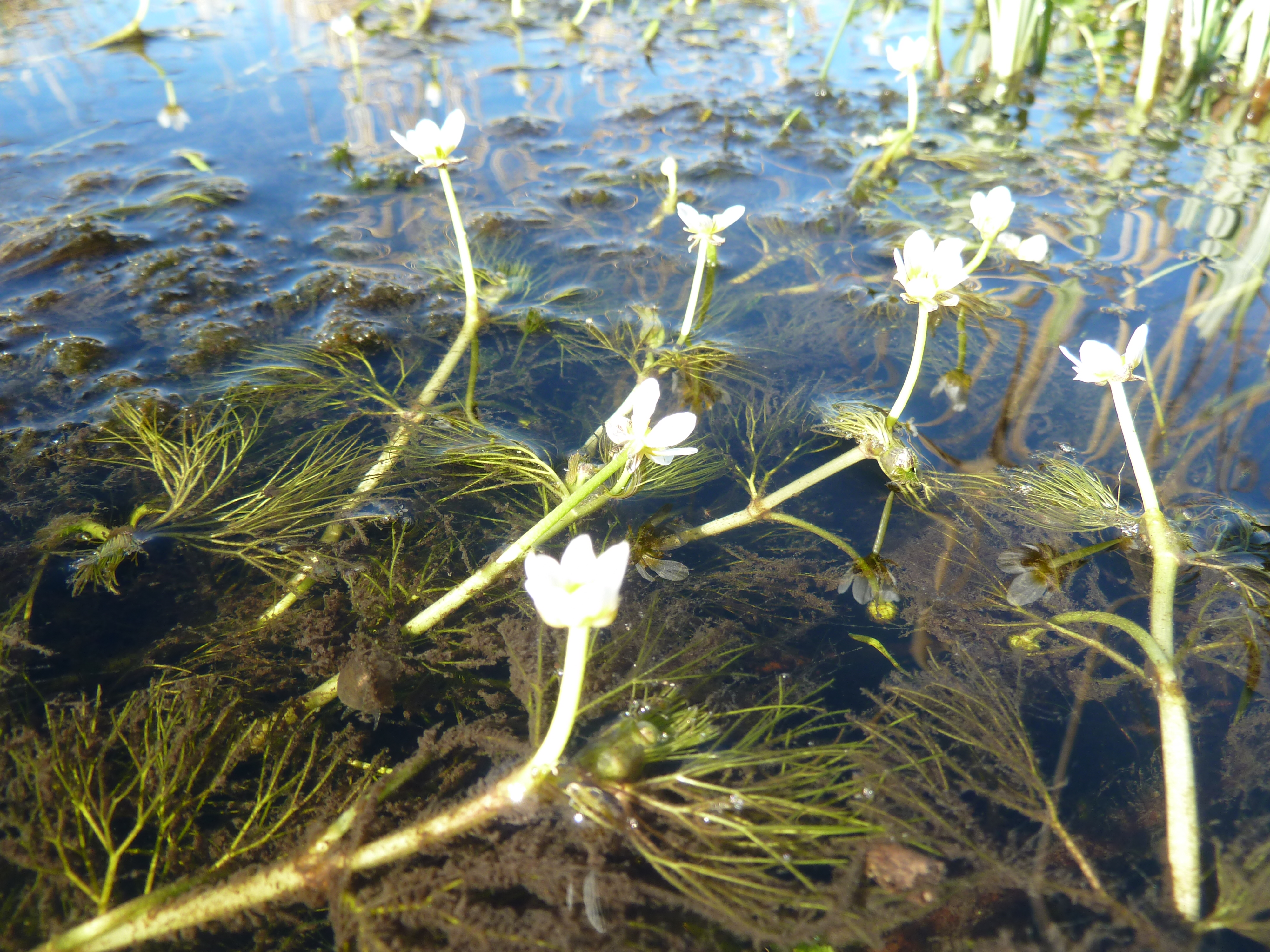
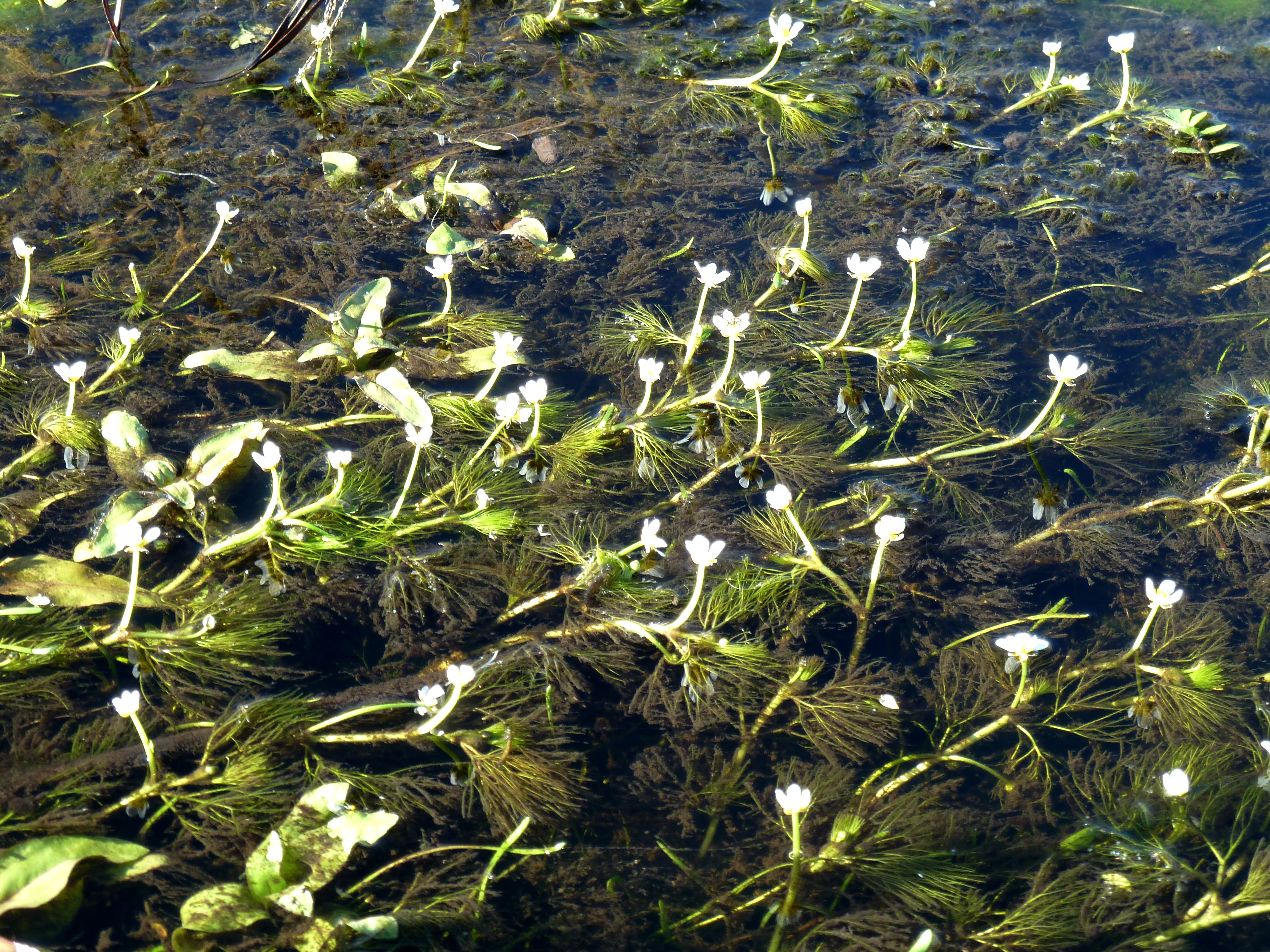